# Bugoharjo
Bugoharjo is een bestuurslaag in het regentschap Lamongan van de provincie Oost-Java, Indonesië. Bugoharjo telt 1657 inwoners (volkstelling 2010).